# Ten-Ball

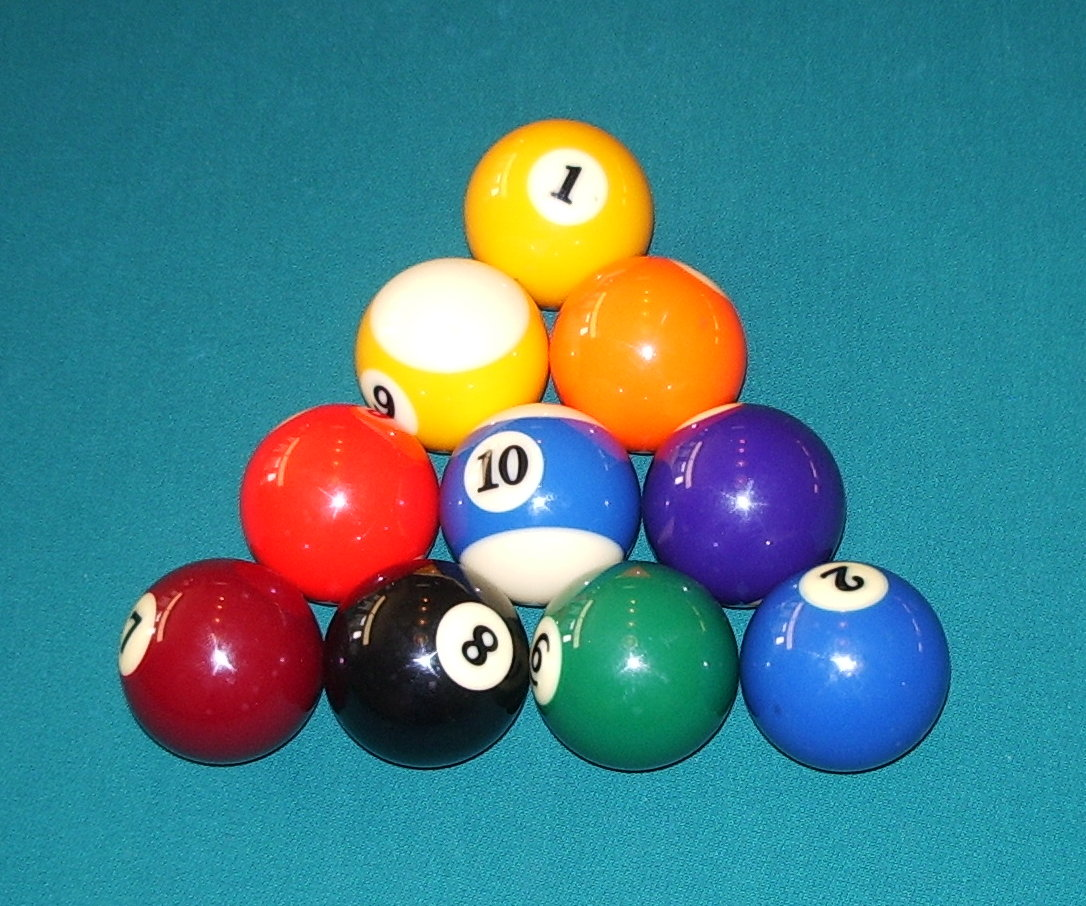
Koule na Ten-Ball

Ten-Ball, 10-Ball neboli Desítka je kulečníková hra.

## Pravidla
Hraje se s bílou hrací koulí a 10 barevnými koulemi 1-8 plné, 9 a 10 půlené. Hráč musí nejprve zasáhnout kouli s nejnižším číslem a poté potopit libovolnou barevnou kouli na stole. Vyhrává hráč, který první (bez faulu) potopí nahlášenou kouli č. 10.
Od roku 2016 (na mezinárodních turnajích v ČR se hraje až od sezony 2017) takto:
- Vyhrává hráč, který první (bez faulu) potopí nahlášenou kouli č. 10 po předchozím potopení všech ostatních koulí. Tzn. hru již nelze "předčasně" ukončit kombinací na kouli č. 10.
- Potopí-li (bez faulu) hráč hlášenou kouli č. 10 a na stole zůstala i jiná barevná koule (cokoli mimo bílé), vrací se koule č. 10 zpět na bod a ve hře pokračuje hráč, který potopil hlášenou kouli č.10.)

Po třech po sobě následujících faulech jednoho hráče hráč ztrácí hru. Před třetím faulem musí soupeř hráči oznámit, že má již 2 fauly. Pokud není hráč soupeřem upozorněn, bere se to, jako by právě zahrál druhý faul a pokračuje se ve hře. Zahraje-li hráč korektní strk, všechny fauly se nulují. Po faulu bere soupeř hrací bílou kouli do ruky a může si jí postavit kdekoli na stole. Spadne-li při faulu koule č. 10, pokračuje se ve hře a koule č. 10 se nastaví zpět na horní bod.
Hlášená hra: Hráč před strkem nahlásí číslo koule a kapsu, kam kouli potopí. Stačí jedna koule, další potopené koule ani pořadí jejich potopení se hlásit nemusí. Nepotopí-li hráč svoji hlášenou kouli a současně spadne libovolná nehlášená koule, může si následující hráč vybrat, zda danou pozici na stole přijme a bude pokračovat ve hře on nebo danou pozici nechá zahrát soupeře (nejde o faul).